# Stephanacris brevipes
Stephanacris brevipes är en insektsart som beskrevs av Ludwig Redtenbacher 1908. Stephanacris brevipes ingår i släktet Stephanacris och familjen Phasmatidae. Inga underarter finns listade i Catalogue of Life.